# Colleen Kay Hutchins
Colleen Kay Hutchins (Salt Lake City, 23 maggio 1926 – Newport Beach, 24 marzo 2010) è stata una modella statunitense, eletta Miss America 1952.

## Biografia
Nel 1947 era stata già incoronata reginetta presso la Brigham Young University. Sorella del giocatore di pallacanestro Mel Hutchins, madre dell'ex giocatore NBA ed allenatore ad interim dei New Jersey Nets Kiki Vandeweghe e nonna della vincitrice degli US Open 2008 - Singolare ragazze Coco Vandeweghe, ha abitato, sino al giorno della sua morte, con il marito Ernest Vandeweghe presso Indian Wells. È morta il 24 marzo 2010 presso Newport Beach all'età di ottantatré anni.